# Hester Albach
Hester Albach (Amsterdam, 4 november 1953) is een Nederlandse schrijfster.
Na niet afgemaakte opleidingen elektrotechniek en de Rietveldacademie werkte ze onder meer als vertaalster Engels-Nederlands en reclamecopywriter.
In 1975 debuteerde zij met de novelle Het debuut. Dit boek van de destijds 21-jarige Albach baarde bij verschijnen groot opzien, omdat het vanuit eigen ervaring vrijmoedig, duidelijk en eerlijk de verhouding tussen een dertienjarig meisje en een oudere, getrouwde man beschreef - een onderwerp waar toen (en nog steeds) een zwaar maatschappelijk taboe op rustte. Alle belangrijke kranten en weekbladen wijdden er dan ook uitvoerige recensies en interviews met de schrijfster aan, zodat Het debuut een van de meest besproken boeken van 1975 zou worden en amper twee jaar later al onder dezelfde titel door Nouchka van Brakel werd verfilmd.
Bij de première van die film publiceerde Albach nog het verhaal Een gezonde relatie, maar ze zou vervolgens twintig jaar lang als schrijfster niets meer van zich laten horen, totdat in 1997 geheel onverwacht de roman Evenbeelden en kort daarna, in 1999, de verhalenbundel Een druppel goud verschenen - beide evenwel bij lange na niet zo succesvol als Het debuut.
In 2009 verscheen van Hester Albach een boek over Nadja, de hoofdpersoon van André Bretons gelijknamige roman. Albach had door minutieus onderzoek in Frankrijk ontdekt wie Nadja was: Léona Delcourt. Vandaar de titel van haar boek (in het Frans): Léona, héroïne du surréalisme.
Hester Albach is een dochter van de essayist en toneelcriticus Ben Albach en kleindochter van de romanist Johannes Tielrooy. Ze woont met haar man in Baarn en Frankrijk.